# Erich Lessing
Erich Lessing (Bécs, 1923. július 13. – Bécs, 2018. augusztus 29.) osztrák fotográfus, fotóriporter. A Magnum Photos ügynökség munkatársa, 1955-től teljes jogú tagként, 1979-től közreműködőként. Tudós-, zenész- és irodalmárportréi több mint hatvan könyvben jelentek meg. Pályafutásának fontos állomása volt, amikor Budapesten fotózta az 1956-os forradalom eseményeit.

## Élete

### Fiatalkora
Zsidó családba született, fogorvos apa és zongoraművész anya fiaként. Az amatőrfotózást 13 évesen kezdte, autodidakta módon tanult fényképezni. Középiskolai tanulmányainak befejezése előtt, Hitler hatalomátvétele, az Anschluss miatt 1939-ben kénytelen volt elhagyni Ausztriát. A brit mandátum alatt álló Palesztinába (a mai Izraelbe) vándorolt ki. Bécsben maradt édesanyja később Auschwitzban halt meg. Lessing a haifai műszaki főiskolán tanult, később egy kibucban végzett mezőgazdasági munkát. Nem akart fényképész lenni, szülei példáját követve fogorvosi vagy zongoraművészi pályára készült, de később mégis fotósként és sofőrként csatlakozott a brit hadsereghez.

### Fotográfia
A második világháborút követően Lessing visszatért Ausztriába, és 1947-ben – immár professzionális fotóriporterként – az Associated Press hírügynökséghez csatlakozott. (Itt ismerkedett meg későbbi feleségével, Traudl Lessinggel is.) David Seymour 1951-ben meghívta Lessinget, hogy csatlakozzon a Magnum Photoshoz, ahol 1955-ben lett teljes jogú tag. Fotói a Time, a Fortune, a Life, a Paris Match, a Picture Post, az Epoca és a Quick magazinokban jelentek meg.
Főként a háború utáni Európa, különösen a kommunista blokk országainak közéletét, politikai eseményeit örökítette meg. "Meg akartam mutatni, milyen a háború utáni élet. El akartam mondani az igazságot mindarról a fájdalomról, halálról és rombolásról, amellyel Európának szembe kellett néznie, ahogy kiutat keresett a katasztrófából." E kiutat és reményt mutatta meg egyik legjobban sikerültnek tartott fotóján, az 1955-ben a genfi repülőtéren Dwight D. Eisenhowerről készült fényképén.
Lessing az ötvenes évek közepére az egyik legismertebb európai riportfotós lett: gyakran kifejezetten őt hívták külpolitikai, diplomáciai események fotózására, emlékezetes portrékat készített a korszak meghatározó politikusairól, az említett Eisenhoweren kívül Charles de Gaulle-ról, Winston Churchillről, Hruscsovról, Konrad Adenauerről.

### 1956
Lessing kivételes riporteri érzékenységére jellemző, hogy szinte előre sejtette a közép-európai változásokat. Ausztria függetlenedése (1955. május 15.) után egyre inkább Közép-Európa kezdte érdekelni. "Mivel az volt az érzésem, hogy 1956-ban itt valami történni fog, ezért azt javasoltam a Life képes folyóiratnak, készítsen tudósításokat a négy legfontosabb kommunista országról, az NDK-ról, Lengyelországról, Csehszlovákiáról és Magyarországról." 1956-ban háromszor is járt Magyarországon, ahol a külföldi tudósítók aránylag könnyen mozoghattak. Lessing 1955-ben bejutott az akkor házi őrizetben lévő Nagy Imréhez is. Nagy Imrével később is többször találkozott és ikonikus fotókat készített róla.
A forradalom kitörése után az első riporterek között érkezett Budapestre október 28.-án. Lessing sosem tartotta magát haditudósítónak, ezért kollégáival (például a Köztársaság téren lelőtt Jean-Pierre Pedrazzinival) ellentétben elsősorban nem a háborús helyzeteket, harci cselekményeket örökítette meg, hanem a város lakóinak mindennapi életét. Fotóinak különlegessége az egyedülálló helyismeret és témaérzékenység. Egyik leghíresebb képpárjának egyik eleme 1956 júniusában készült és egy szerelmespárt ábrázol a városligeti Sztálin-szobor előtt, a másik októberben a ledöntött szobor csonkjait. A fotótörténész Carole Naggar szerint "valahogy ez a két fotó jobban összefoglalja a magyar forradalmat, mint bármilyen háborús felvétel". Munkatársainak visszaemlékezései szerint Lessing a klasszikus "Magnum-éthoszt" testesítette meg, teleobjektív nélküli Leicájával egészen közel ment a témájához, mélyen átélt és meghitt képeket készítve. Egyik képe utólag különös hangsúlyt kapott, ugyanis Lessing is lefotózta azt a Pruck Pált, akinek Michael Rougier által készített fotója a 2016-os plakátügy központi motívumává vált. Így Lessing fotója közvetett bizonyítékként szolgált az elfajult vitában. Lessing egészen a szovjet határig követte a kivonuló hadsereget, és ott meglepetten tapasztalta, hogy a tankok visszafordulnak Magyarország felé.
A forradalom leverését követően Lessing 1956 decemberében tért vissza Budapestre. Ekkor készült, a vereséget, a reménytelenséget megörökítő képei többéves munkát zárnak le, az 1956-os forradalom egyik legalaposabb és legmegrázóbb, forrásértékű dokumentumgyűjteményét. 
Lessing 1956-os budapesti fotóit magyar nyelvű kötetben (Lessing, Fejtő Ferenc, Konrád György és Nicolas Bauquet visszaemlékezéseivel) az 1956-os Intézet adta ki 2006-ban. Az anyagból készült válogatás több kiállításon is szerepelt. A fotók egy részét a Magyar Távirati Iroda vásárolta meg.

### Kései pályafutása
Az 1960-as években Lessing egyre inkább a kulturális, művészeti és tudományos témák felé fordult. Elsősorban portréfotózással foglalkozott és több száz neves költő, zenész, fizikus, csillagász arcképét készítette el. 1959-ben és a hatvanas években például több mint kétszáz képet készített Oskar Kokoschka svájci műtermében.
Lessing tanított és előadott Arles-ban, a Velencei Biennálé, a Salzburgi Nyári Akadémián, a bécsi Iparművészeti Akadémián. Fotóiból világszerte rendeztek kiállításokat.
2013-ban 60 ezer képből álló életművét az Osztrák Nemzeti Könyvtár archívumának adományozta.

### Magánélete
Lessing felesége, annak 2016-os haláláig Traudl Lessing volt, a Time magazin újságírója. Három gyermekük született. Lessing később Renée Kronfuss-Lessing pszichoterapeutát vette feleségül.
2018 augusztusában halt meg.

## Publikációk
- Szene (Scene). Vienna, Austria: de:Österreichische Staatsdruckerei, 1954. OCLCOCLC 2216800
- Imago Austriae
  - Imago Austriae. Freiburg im Breisgau, Austria: Herder, 1963. Edited by Otto Schulmeister, Johann Christoph Allmeyer-Beck and Lessing. OCLCOCLC 74355752
  - Freiburg im Breisgau. Austria: Herder, 1967. OCLCOCLC 3468261
- 1964 Die Wiener Schatzkammer, Hallwag, Switzerland
- The Voyages of Ulysses
  - 1965 Die Odyssee. Herder, Deutschland
  - 1966 The Voyages of Ulysses. MacMillan, United Kingdom
  - The Adventures of Ulysses: Homer's Epic in Pictures. New York: Dodd Mead, 1970. ISBN 978-0-396-06251-6.
  - 1970 Las Aventuras de Ulises. Herder, Spain
  - 1970 De Avonturen van Odysseus. Becht, The Netherlands
  - 1966 De Odyssee, Becht. The Netherlands
  - 1969 Die Abenteuer des Odysseus. Herder, Deutschland
  - 1969 Odysséen. Allhems Förlag, Sweden.
- 1966 Römisches Erinnerungsbuch (Roman memoirs). Herder, Germany
- 1967 Entdecker des Weltraums (Explorers of outer space). Herder, Germany
- The Story of Noah
  - 1968 Die Arche Noah. Molden, Austria
  - 1968 The Story of Noah. Time Life, USA
  - 1968 Het Verhall van Noach. Elsevier, The Netherlands
  - 1968 Berättelsen om Noa. Norstedt & Söners Förlag, Schweden
- Rome Remembered
  - 1969 Reminiscenze Romane. Edizioni Paoline, Italy
  - 1969 Rome Remembered. Burns & Oates, United Kingdom / Herder & Herder, USA
- 1969 Discoverers of Space. Burns & Oates, United Kingdom / Herder & Herder, USA
- The Bible.
  - 1969 Die Bibel. Die Geschichte Israels und seines Glaubens, Herder, Germany
  - 1969 Verité et Poésie de la Bible (Poetry and Truth of the Bible). Hatier, France
  - 1969 Verità e poesia della Bibbia. Edizioni Paoline, Italy
  - The Bible: History and Culture of a People. A Pictorial narration. Freiburg im Breisgau, Germany: Herder and Herder, 1970. ISBN 978-0-333-12102-3.
- 1969 Deutsche Reise (German Travel). Ein Erinnerungsbuch, Herder, Germany
- 1969 Die Wiener Oper (The Vienna Opera). Molden, Austria
- 1970 Musik in Wien. Molden, Austria
- 1971 Ravenna. Steine reden, Herder, Germany
- 1971 Der Mann aus Galiläa (The Man of Galilee). Herder, Germany
- Jesus. History & Culture Of The New Testament
  - 1971 Jesus. History & Culture Of The New Testament. Herder & Herder, USA
  - 1971 De man van Nazareth. Becht, The Netherlands
- The Spanish Riding School of Vienna
  - 1972 Die Spanische Hofreitschule zu Wien. Molden, Austria
  - 1972 The Spanish Riding School of Vienna. Molden, Austria
  - 1972 La Haute Ecole Espagnole de Vienne. Albin Michel, France
  - 1972 De Spaanse rijschool in Wenen. C.A.J. van Dishoeck, Belgium
- 1973 Traumstraßen durch Deutschland (Dream Roads Germany). Molden, Austria
- 1974 Die K & K Armee (The K & K army). Bertelsmann, Germany.
- 1975 Das Schönste aus der Spanischen Hofreitschule (The best of the Spanish Riding School). Molden, Austria
- 1975 L’Opéra de Paris, Hatier, France
- Deutsche Ritter, Deutsche Burgen. By Lessing and Werner Meyer.
  - Germany: Bertelsmann, 1976.
  - 1999. ISBN 978-3828902824.
- 1976 Gott sprach zu Abraham (God said to Abraham). Herder, Germany.
- 1976 Le Message de l‘Espérance (The Message of Hope). Hatier, France.
- 1977 Die Griechischen Sagen (The Greek Legends), Bertelsmann, Germany
- On The Roads of France
- 1978 Traumstraße Donau (Dream Roads Danube). Molden, Austria.
  - 1978 Traumstraßen durch Frankreich (Dream Roads France), Molden, Austria
  - 1978 Sur Les Routes de France (On The Roads of France), Arthaud, France
- 1978 Die kaiserlichen Kriegsvölker (The Imperial War Peoples), Bertelsmann, Germany
- The Celts
  - 1978 Les Celts, Hatier, France
  - 1979 Die Kelten, Herder, Germany
  - 1979 De Kelten, Standaard Uitgeverij, The Netherlands
- 1979 Judaica, Jugend & Volk, Austria
- 1979 Ludwig van Beethoven, Herder, Germany
- 1980 Deutsche Schlösser, Deutsche Fürsten, Bertelsmann, Germany
- The Travels of Saint Paul
  - 1980 Paulus, Herder, Germany
  - 1982 Paulus – Der Völkerapostel, Herder, Germany
  - 1980 Les voyages de Saint Paul, Hatier, France
  - 1980 Saint Paul, Becht, The Netherlands
  - 1980 The Travels of Saint Paul, Herder & Herder, USA
- 1980 Hallstatt. Bilder aus der Frühzeit Europas, Jugend & Volk, Austria
- 1980 Hausbibel, Herder, Germany
- 1980 Wolfgang Amadeus Mozart, Herder, Germany
- 1981 Joseph Haydn, Herder, Germany
- Das Heer unter dem Doppeladler (The army under the double-headed eagle). Germany: Bertelsmann, 1981.
- 1982 Die Donau, Ringier, Germany
- 1983 Das Wiener Rathaus, Jugend & Volk, Austria
- The Italian Renaissance
  - 1983 Die Italienische Renaissance, Bertelsmann, Germany
  - 1985 La Renaissance Italienne, Hatier, France
- 1985 Die Niederlande, Bertelsmann, Germany
- 1987 Die Bibel. Das Alte Testament in Bildern erzählt von Erich Lessing (The Bible. The Old Testament narrative in pictures), Bertelsmann, Germany
- 1987 Der Wiener Musikverein, J & V Edition Wien, Austria
- Greece
  - 1987 La Grece, Payot, France
  - 1988 Griechenland, Kohlhammer, Germany
- 1989 Die Geschichte Frankreichs (The History of France), Bertelsmann, Germany
- 1989 Edles Porzellan, Falken, Germany
- Immortal Egypt
  - 1990 Geheimnisvolles Ägypten, Bechtermünz, Germany
  - 1990 Immortelle Egypte, Nathan, France
- 1991 Les mythes grecs, Nathan, France
- Florence and the Renaissance
  - 1992 Florence et la Renaissance, Terrail, France
  - 1993 Florence and the Renaissance, Terrail, France
  - 1993 Florenz und seine Kunst im 15. Jahrhundert, Terrail, France
- Glory of Venice
  - 1993 La Gloire de Venise, Terrail, France
  - 1994 Glory of Venice, Terrail, France
  - 1994 Venedig, Glanz und Glorie, Terrail, France
- 1994 Karl Friedrich Schinkel: An Architecture for Prussia, Rizzoli International, USA
- Femmes mythologies
  - 1994 Femmes mythologies, Imprimerie nationale, France
  - Femmes mythologies. France: Imprimerie nationale, 1994. ISBN 978-2-11-081187-5.
  - 1994 Frauen-Mythologie, Metamorphosis, Germany
- Pomeii
  - 1995 Pompéi, Terrail, France
  - Pomeii Vilo International, 1996. ISBN 978-2-87939-007-9.
  - 2001 Pompeji, Komet, Germany
- 1998 Dieux de l'Egypte (Gods of Egypt), Imprimerie nationale, France
- 2000 Das Heilige Land: Landschaften, Archäologie, Religion, Orbis, Germany
- 2000 Dieu en ses Anges, Cerf, France
- 2000 Rückblende – Geschichten aus der Welt vor 1000 Jahren, Wieser, Austria
- Arresting Time: Erich Lessing, Reportage Photography, 1948-1973
  - 2002 Vom Festhalten der Zeit – Reportage-Fotografie 1948-1973, Brandstätter, Austria
  - 2003 Mémoire du Temps – Photographies de Reportage 1948-1973, Hazan, France
  - Arresting Time: Erich Lessing, Reportage Photography, 1948-1973 by Alistair Crawford. USA: Quantuck Lane, 2005. ISBN 978-1-59372-020-9.
- Louvre – The Arts Face to Face
  - 2003 Au Louvre – Les Arts Face à Face, Hazan, France
  - 2003 Louvre – The Arts Face to Face, Hazan, France
  - 2003 Un Certain Louvre, Biro Éditeur, France
- From Liberation to Liberty
  - 2005 Von der Befreiung zur Freiheit, Verlag der Metamorphosen, Austria
  - 2005 From Liberation to Liberty, Verlag der Metamorphosen, Austria
- 1001 Paintings of the Louvre
  - 2005 1001 peintures du Louvre: De l'Antiquité au XIXe siècle. 5 Continents Editions, Italy / Louvre, France
  - 2006 1001 Gemälde des Louvre. 5 Continents Editions, Italy / Michael Imhof Verlag, Germany
- Revolution in Hungary, The 1956 Budapest Uprising
  - Revolution in Hungary, The 1956 Budapest Uprising. Thames & Hudson, 2006. ISBN 978-0-500-51326-2.
  - 2006 Budapest 1956 – Die Ungarische Revolution, Brandstätter, Austria
  - 2006 Budapest 1956 – la Révolution, Biro Éditeur, France
  - 2006 Budapest 1956 – la rivoluzione, Marietti 1820, Italy
  - 2006 Budapest 1956 – a forradalom, 1956-os Intézet, Hungary
- 2007 Naissance de la figure, Hazan, France
- 2008 Herbert von Karajan, Verlag der Metamorphosen, Austria / Böhlau, Austria
- Joseph Haydn – His Time Told in Pictures
  - 2009 Joseph Haydn – His time told in pictures, Verlag der Metamorphosen, Austria
  - 2009 Joseph Haydn und seine Zeit in Bildern, Verlag der Metamorphosen, Austria / Braumüller, Austria
- 2010 Menschenbilder aus der Dunkelkammer, Verlag Thomas Reche, Germany
- 2011 Václav Havel. Fünfzehn Stimmungen, Verlag Thomas Reche, Germany
- The Louvre – All the paintings
  - 2011 The Louvre – All the paintings. Black Dog & Leventhal, USA
  - 2011 Louvre – Tutti i dipinti, Electra, Italy
  - 2012 Le Louvre – Toutes les peintures, Flammarion / Éditions du Louvre, France
  - 2012 Louvre – Alle Gemälde, Dumont, Germany
- 2014 Anderswo, Nimbus. Kunst und Bücher, Switzerland
- 2014 Von der Befreiung zur Freiheit – Österreich nach 1945, Tyrolia, Austria
- 2015 Ungarn 1956, Tyrolia, Austria

## Magyar vonatkozású kiadványai
- Jean-Baptiste Duroselle: Európa népeinek története; fotó Erich Lessing, térkép Eckart Schwalm, ford. Adamik Lajos, Zalán Péter, bev. Habsburg Ottó; Officina Nova, Bp., 1993
- Egy francia diplomata a forradalomban. Guy Turbet-Delof 1956-os naplója; szerk., előszó Litván György, ford. Havas Fanny, H. Major Rita, Litván Katalin, jegyz. Hegedűs B. András, fotó Erich Lessing munkái; Francia Intézet–1956-os Intézet, Bp., 1996
- Die Donau; szöveg Dieter Maier, fotó Erich Lessing; Müller, Erlangen, 1993
- Dalos György: Ungheria, 1956; fotó Erich Lessing, olaszra ford. Monica Lumachi; Donzelli, Roma, 2006 (Saggi Storia e scienze sociali)
- 1956–2006. Erich Lessing, Budapest, die ungarische Revolution. Neue Heimat Linz und OÖ. Ausstellung im Nordico-Museum der Stadt Linz, 17. November 2006 bis 26. Februar 2007; szerk. Willibald Katzinger; Magistrat der Landeshauptstadt Linz, Linz, 2006
- Budapest 1956. A forradalom. Erich Lessing fotográfiái; szöveg Erich Lessing et al., képaláírások Sárközy Réka et al.; 1956-os Intézet, Bp., 2006
- Budapest 1956. Die ungarische Revolution; fotó Erich Lessing, szöveg Erich Lessing et al., németre ford. Hans Henning Paetzke, Elke Kleynjans; Brandstätter, Wien, 2006
- Revolution in Hungary. The 1956 Budapest uprising; fotó Erich Lessing, szöveg Konrád György et al.; Thames & Hudson, London, 2006
- Ungarn 1956. Aufstand, Revolution und Freiheitskampf in einem geteilten Europa; fotó Erich Lessing, szöveg Michael Gehler; Tyrolia, Innsbruck, 2015

## Díjak
- 1956: American Art Editors' Award az 1956-os forradalom alatt végzett tevékenységéért
- 1966: Prix Nadar a Voyages of Ulysses című kötetéért
- 1970: Karl Renner-díj kiemelkedő kulturális teljesítményéért
- 1976: Bécs város Kultúra-díja
- 1992: Bécs város ezüstmedálja a városnak tett kiemelkedő szolgálataiért
- 1996: Nagy Imre-emlékplakett az 1956-os forradalom alatt végzett tevékenységéért
- 1997: Arany-érdemrend, Szíria
- 2013: Az Osztrák Tudomány és Művészet Nagykeresztje

## Külső linkek
- Hivatalos weboldal
- Erich Lessing Culture and Fine Arts Archives
- Lessing a Magnum Photos[halott link] honlapján